# Pampus

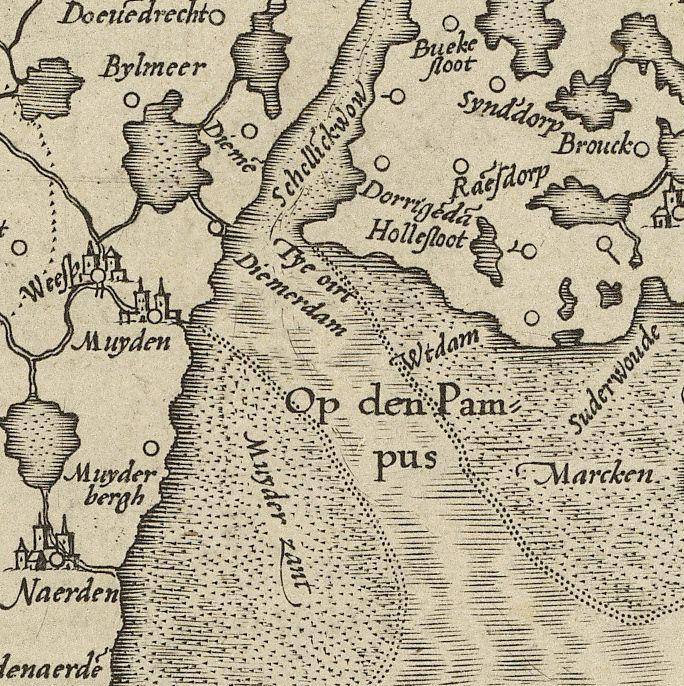
Landkarte mit den geographischen Gegebenheiten an der Mündung des Ij in die Zuidersee

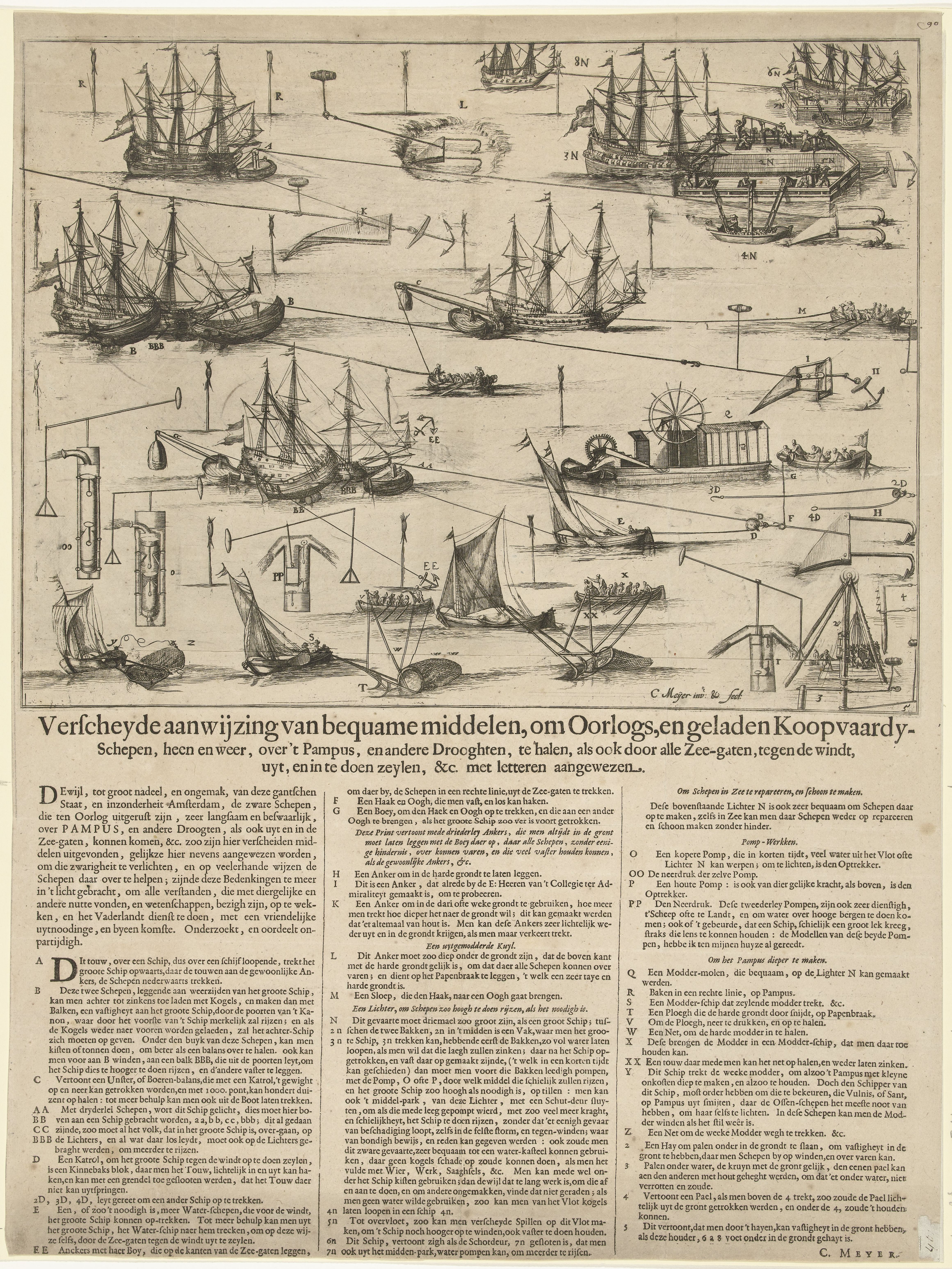
Diese Untiefe war stets ein Ärgernis für die in der Seeschifffahrt beschäftigten Gewerbe, aber ein gutes Einkommen der mit kleinen Fahrzeugen ausgestatteten Fischer und Küstenschiffer.

Pampus ist heute eine künstliche Insel im IJmeer im Osten von Amsterdam und nördlich von Muiden (Gemeinde Gooise Meren). Seit dem Ausgang des Mittelalters war mit Pampus eine Untiefe zwischen dem Muider Zand und Westfriesland gemeint.  Die Insel, die für das darauf befindliche Fort der Stellung von Amsterdam angelegt wurde, kann besichtigt werden. Das für die Flugnavigation im Bereich der Niederlande bedeutende und gleichnamige Drehfunkfeuer Pampus / PAM liegt nicht auf der Insel, sondern befindet sich ca. 2 km südlich bei Muiden.

## Insel

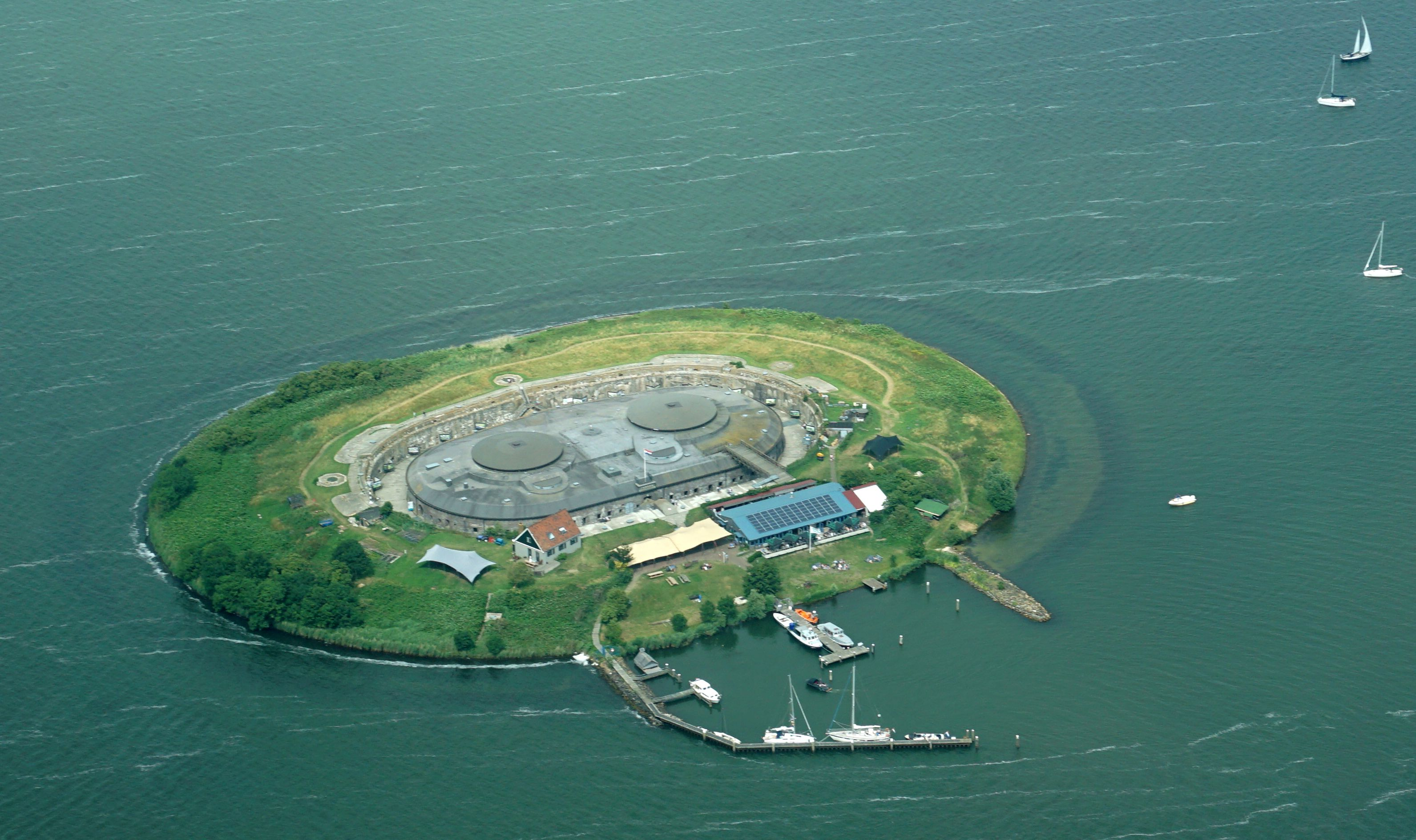
Pampus

Die Insel Pampus ist 205 Meter lang und 164 Meter breit und hat zwei Bewohner. Die Oberfläche beträgt 0,03 km², der höchste Punkt ist eine Lichtbake mit 13,4 m über NAP. Ihren Namen bekam die Insel aus einer heute im Niederländischen nicht mehr gebräuchlichen Bezeichnung für die Beschaffenheit des Fahrwassergrundes: Pampus bedeutete dicker Brei, Pampe. Das Pampus war früher eine Stromrinne, später ein Fahrwasser, das sich durch Schlick langsam zusetzte und so zu einem gefährlichen Hindernis für die Schifffahrt wurde. Früher gab es in der Zuiderzee noch Ebbe und Flut. Um diese und andere Untiefen der Zuidersee einfacher zu bewältigen, wurde um 1690 das so genannte Schiffskamel erfunden.

## Bedeutung des Forts

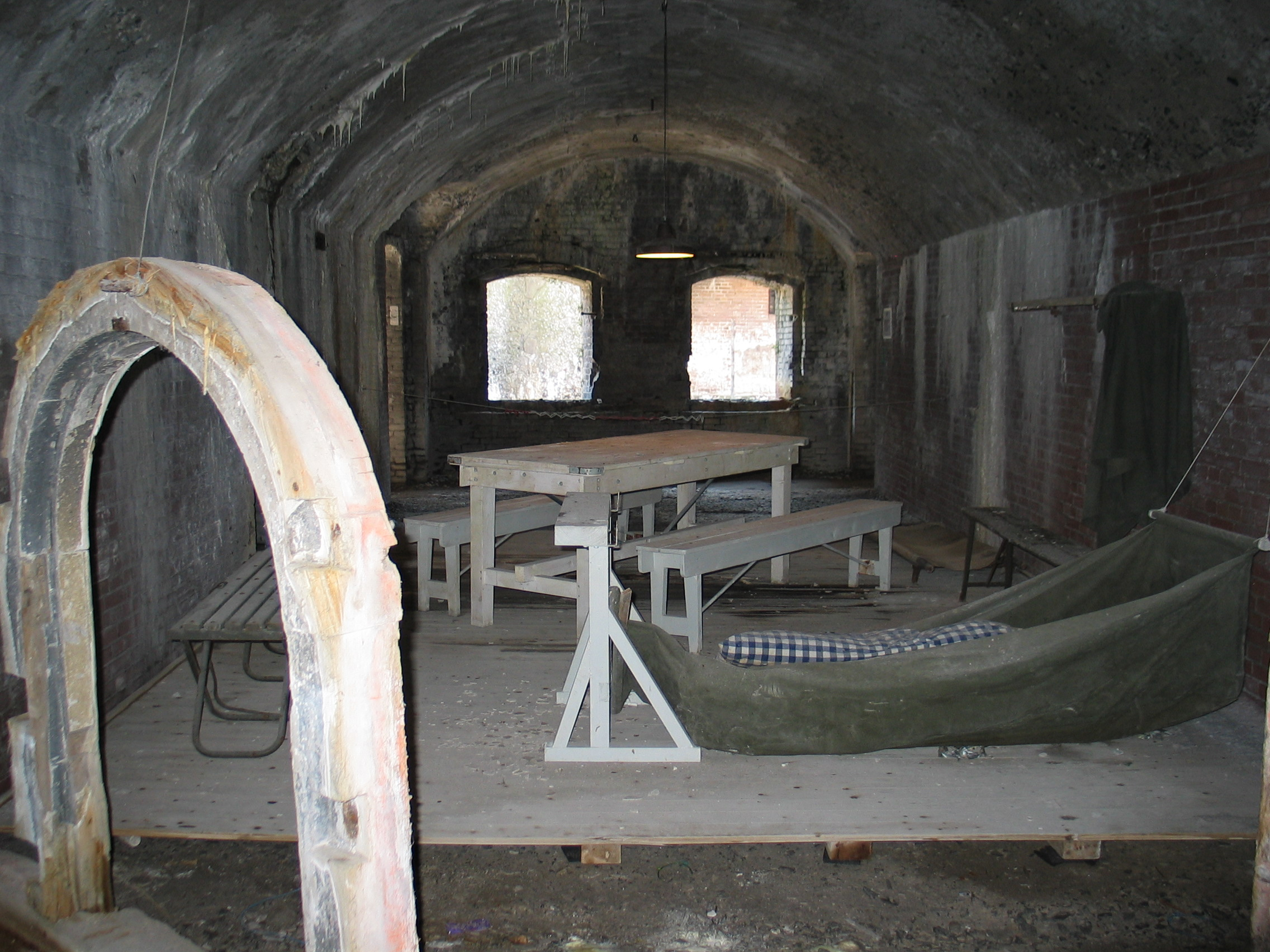
Ein Raum im Fort Pampus

Nach dem Deutsch-Französischen Krieg von 1870 fürchteten die Niederlande einen Angriff auf Amsterdam. Man baute um Amsterdam einen Befestigungsring, die Stellung von Amsterdam, und vor der IJ-Mündung wurde auf einem höher gelegenen Teil des Muiderzands eine künstliche Insel angelegt und ein Fort gebaut. Da die Insel an dem Fahrwasser Pampus lag, bekam das Fort diesen Namen.
Das Fort steht auf 4000 Pfählen von elf Metern Länge. 1895 war das Fort fertiggestellt, es ist aber nie zu Kriegshandlungen benutzt worden. 1933 wurde es nach dem Bau des Afsluitdijks geschlossen.
Im „Hongerwinter“ 1944/45 konnte man über das Eis zum Fort gelangen, und so holten sich viele Amsterdamer Holz aus dem Fort. Deutsche hatten schon früher alles Metall von der Insel geholt, und das Fort war dem Verfall preisgegeben. Mittlerweile wird es von freiwilligen Helfern konserviert.

## Pampus heute
Gegen Bezahlung kann man Pampus von einem kleinen Hafen aus betreten, ansonsten darf man an keiner anderen Stelle anlegen, da unter der Wasseroberfläche Mauern stehen. Nur an dem kleinen Südstrand dürfen Kanufahrer anlegen.

## Redewendung
Vom Namen der Untiefe leitet sich die niederländische Redewendung Vor Pampus liegen her. Sie hat zwei Bedeutungen, nämlich handlungsunfähig sein und volltrunken sein.